# Jasna Poljana
Jasna Poljana (bulgariska: Ясна Поляна) är en reservoar i Bulgarien.   Den ligger i regionen Burgas, i den östra delen av landet, 400 km öster om huvudstaden Sofia. Jasna Poljana ligger 94 meter över havet. Arean är 1,4 kvadratkilometer. Den sträcker sig 1,7 kilometer i nord-sydlig riktning, och 3,4 kilometer i öst-västlig riktning.
I omgivningarna runt Jasna Poljana växer i huvudsak lövfällande lövskog. Runt Jasna Poljana är det glesbefolkat, med 10 invånare per kvadratkilometer.